# 大島梨
大島梨（おおしまなし）は、群馬県前橋市上大島町や下大島町などで栽培されるナシの総称。上記地域では新水、幸水、豊水、あきづき、南水、新高などが栽培されている。前橋市に「赤城の恵ブランド」として認証されている。

## 概要
1830年（文政13年）に上野国下大島村の関口長左衛門（文化5年（1808年） - 明治5年（1872年））がナシを栽培したのが始まり。その後近隣の農民にも広まり群馬県内では榛名の里見梨と並ぶナシの名産地となっている。新水、幸水、豊水、あきづき、南水、新高など様々な品種のナシを栽培。
近年は減農薬や有機肥料活用に積極的に取り組み天川大島ナシ組合、上大島梨組合、下大島梨組合、女屋・長磯梨組合が作った木瀬果樹部会が2006年（平成18年）に農林水産省の「第12回環境保全型農業推進コンクール」の奨励賞（全国環境保全型農業推進会議会長賞）を受賞。現在の大島梨の生産農家は下大島果樹組合だけで46戸・栽培面積20ha。木瀬果樹部会に所属し環境保全型農業に取り組む面積では33.5haである。また木瀬果樹部会が大島梨の前橋市の「赤城の恵みブランド」としての認証を受証している。

## 歴史
上野国下大島村は旧利根川の河床にあたり水はけの良い砂地で農業には不向きの土地だった。この地の農家に生まれた関口長左衛門は1830年（文政13年）に沼之上村（現・佐波郡玉村町五料）の伊与野清次郎からナシの木を入手して栽培を始めた。長左衛門はナシの木の枝を八方に張らせる「棚づくり」という栽培方法を開発して品質向上と収穫量増大に成功。地域の農民にもナシ栽培が広がった。1872年（明治5年）の長左衛門の死後もナシ栽培は子の又二郎から孫の長太郎へ引き継がれ1877年（明治10年）の西南戦争には大量の大島梨を送り喜ばれた。
しかし1885年（明治18年）に赤星病・黒星病が大流行。その被害は11年間続き大島梨は全滅の危機に瀕した。長左衛門の孫の長太郎は駆除の方法や品種改良や栽培法を研究し次第に被害は減っていった。1917年（大正6年）時点では下大島村などが合併した勢多郡木瀬村全体で梨園23町となっており品種改良や栽培法研究のために50名で梨子奨励会が設置された。1923年（大正12年）の関東大震災には大島梨栽培家連合が生果4500kgを送り東京市長から感謝状が贈られた。
太平洋戦争前後では生産量が約30％まで落ち込んだが昭和30年代には戦前の倍の水準まで回復。多角経営の安定のために1955年（昭和30年）までに共撰共販体制に替えて共同選果個人出荷体制とし1985年（昭和60年）ころからは宅配便による産直販売が中心となっている。
2000年度（平成12年度）から性フェロモン剤を使用した減農薬製法に挑戦して化学合成農薬の25％削減に成功。雑草は除草剤を使わずに刈り取って有機肥料として活用。2001年度（平成13年度）から木瀬果樹部会がエコファーマーの認定を受ける。木瀬果樹部会は同年から前橋市内の保育園児に大島梨を無償配布して食育や環境教育も行っている。2004年度（平成16年度）から木瀬果樹部会の中に堆肥利用組合を作り地域の酪農家などとは木瀬地区堆肥利用促進協議会を設立して堆肥などの有機肥料を積極的に使用して地域循環型農業を推進。 2006年（平成18年）に木瀬果樹部会が農林水産省の「第12回環境保全型農業推進コンクール」の奨励賞（全国環境保全型農業推進会議会長賞）を受賞した。

## 沿革
- 1830年（文政13年）：関口長左衛門が梨栽培を始める[2][5]。
- 1877年（明治10年）：西南戦争に大島梨を送り喜ばれる[5]。
- 1885年（明治18年）：赤星病・黒星病の大流行が始まる[2][5]。
- 1896年（明治28年）：赤星病・黒星病の流行が沈静化[2][5]。
- 1923年（大正12年）：関東大震災に大島梨栽培家連合が生果4500kgを寄贈し東京市長から感謝状[5]。
- 2006年（平成18年）：木瀬果樹部会が農林水産省の「第12回環境保全型農業推進コンクール」の奨励賞（全国環境保全型農業推進会議会長賞）受賞[7]。

## 現在の主な品種
- 新水（しんすい）[1][2][3]

君塚早生と菊水を配合した赤梨系の早生種。やや小ぶりで酸味がやや強く甘みとコクがある。大島地区では7月下旬または8月上旬から8月中旬が食べごろ。
- 幸水（こうすい）[1][2][3]

菊水と早生幸蔵を配合した赤梨系（中間赤梨）の早生種。現在のナシの代表的な品種。酸味が少なく糖度が高い。果肉は柔らかく果汁は多い。大島地区では8月中旬から8月下旬が食べごろ。
- 豊水（ほうすい）[1][2][3]

幸水と並ぶ現在のナシの人気品種。ほど良い酸味と柔らかな果肉が特徴。大島地区では8月下旬または9月上旬から9月中旬が食べごろ。
- あきづき[2][3]

新高と豊水と幸水を配合した赤梨系の中生種。やや大ぶりで糖度が高い。果肉は緻密で果汁は多い。大島地区では9月中旬から9月下旬が食べごろ。
- 南水（なんすい）[2][3]

新水と越後を配合した赤梨系の中生種。糖度が非常に高く酸味は少ない。果肉はやや柔らかく果汁は多い。大島地区では9月中旬または9月下旬から9月下旬または10月上旬が食べごろ。
- 新高（にいたか）[2][3]

天の川と今村秋を配合した赤梨系の晩生種。大ぶりで酸味は少なく甘みが強い。果肉は歯ごたえがあり果汁は多い。芳香も特徴。大島地区では10月中旬から11月中旬が食べごろ。
- 長十郎（ちょうじゅうろう）[3]

赤梨系の原生種。明治時代から栽培され赤星病・黒星病の大流行でも被害は比較的少なかった。大正時代から昭和初期には中心的に栽培されていたが現在では主に花粉採取の目的で栽培されている。

## 過去の主な品種
赤龍
赤星病・黒星病の大流行で甚大な被害を受けたがその後も明治末期から大正時代に中心的に栽培されていた。
泡雪
赤星病・黒星病の大流行で甚大な被害を受けた。
朝鮮
赤星病・黒星病の大流行で甚大な被害を受けた。
平四分
赤星病・黒星病の大流行で甚大な被害を受けた。
晩六月
赤星病・黒星病の大流行で甚大な被害を受けた。
赤穂
赤星病・黒星病の大流行でも被害は比較的少なかった。
早生赤
赤星病・黒星病の大流行でも被害は比較的少なく明治末期から昭和初期には中心的に栽培されていた。
市島
大正時代に栽培されていた。
二十世紀
大正時代に栽培されていた。
明月
大正時代に栽培されていた。
眞鍮
大正時代から昭和初期には中心的に栽培されていた。
鴨梨子
大正時代に栽培されていた。
大白
大正時代に栽培されていた。
三吉
大正時代に栽培されていた。
独逸梨
大正時代に栽培されていた。